# Enrico Toccacelo
Enrico Toccacelo (Roma, 14 de dezembro de 1978) é um automobilista italiano. Foi o vice-campeão da Temporada de Fórmula 3000 de 2004, a última da história da categoria, perdendo o título para seu compatriota Vitantonio Liuzzi.